# Parc national de la Sierra del Divisor
Pour le parc national du Brésil, voir Parc national de la Serra do Divisor.
Le parc national de la Sierra del Divisor a été créé le 8 novembre 2015 sur le territoire péruvien antérieurement appelé « Zona reservada Sierra del Divisor » (ZRSD) ou « zone réservée de la Sierra del Divisor ». Il couvre 1 478 311,39 hectares. 

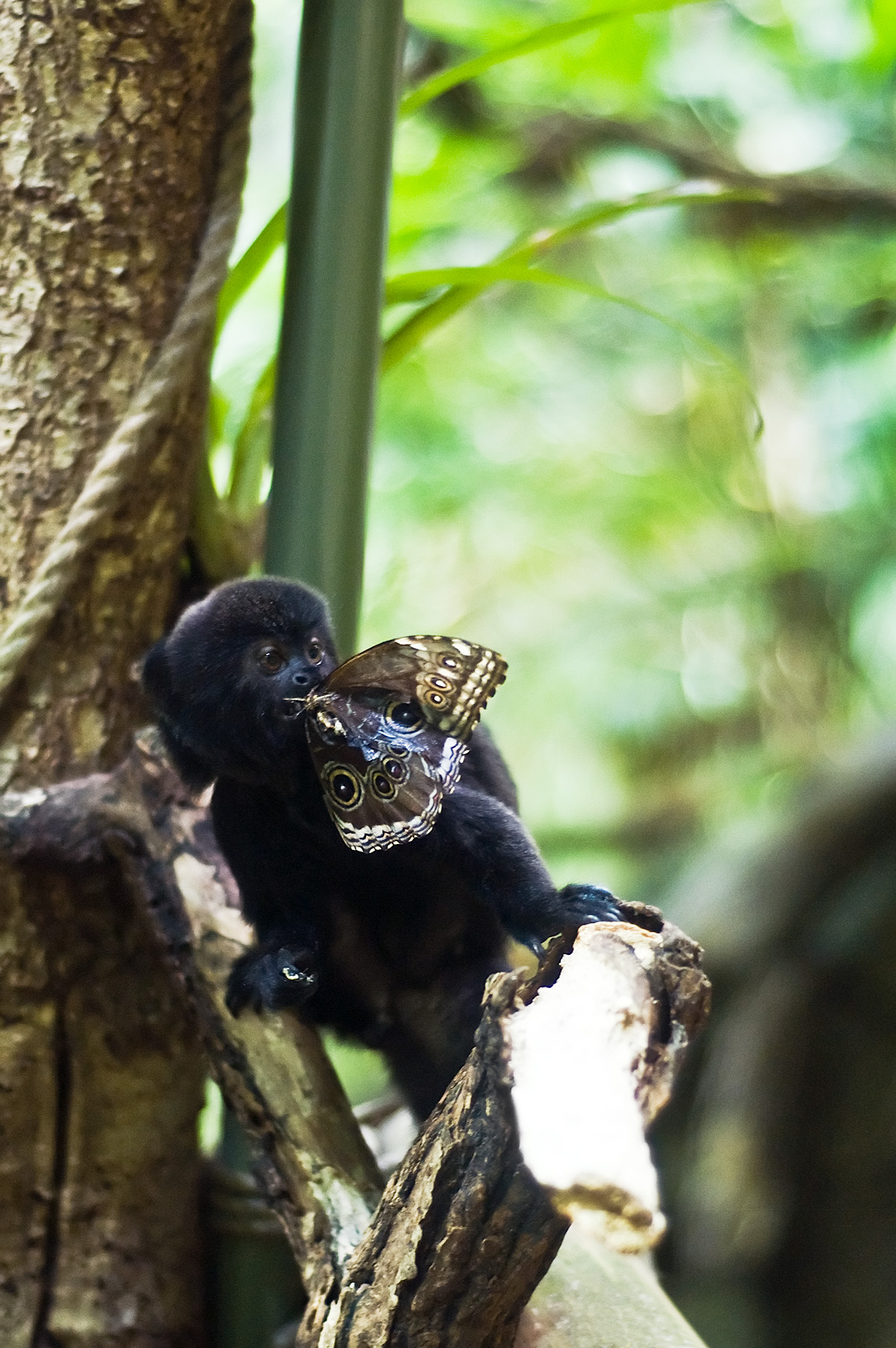
Callimico goeldi en train de manger le corps d’un grand papillon de jour.

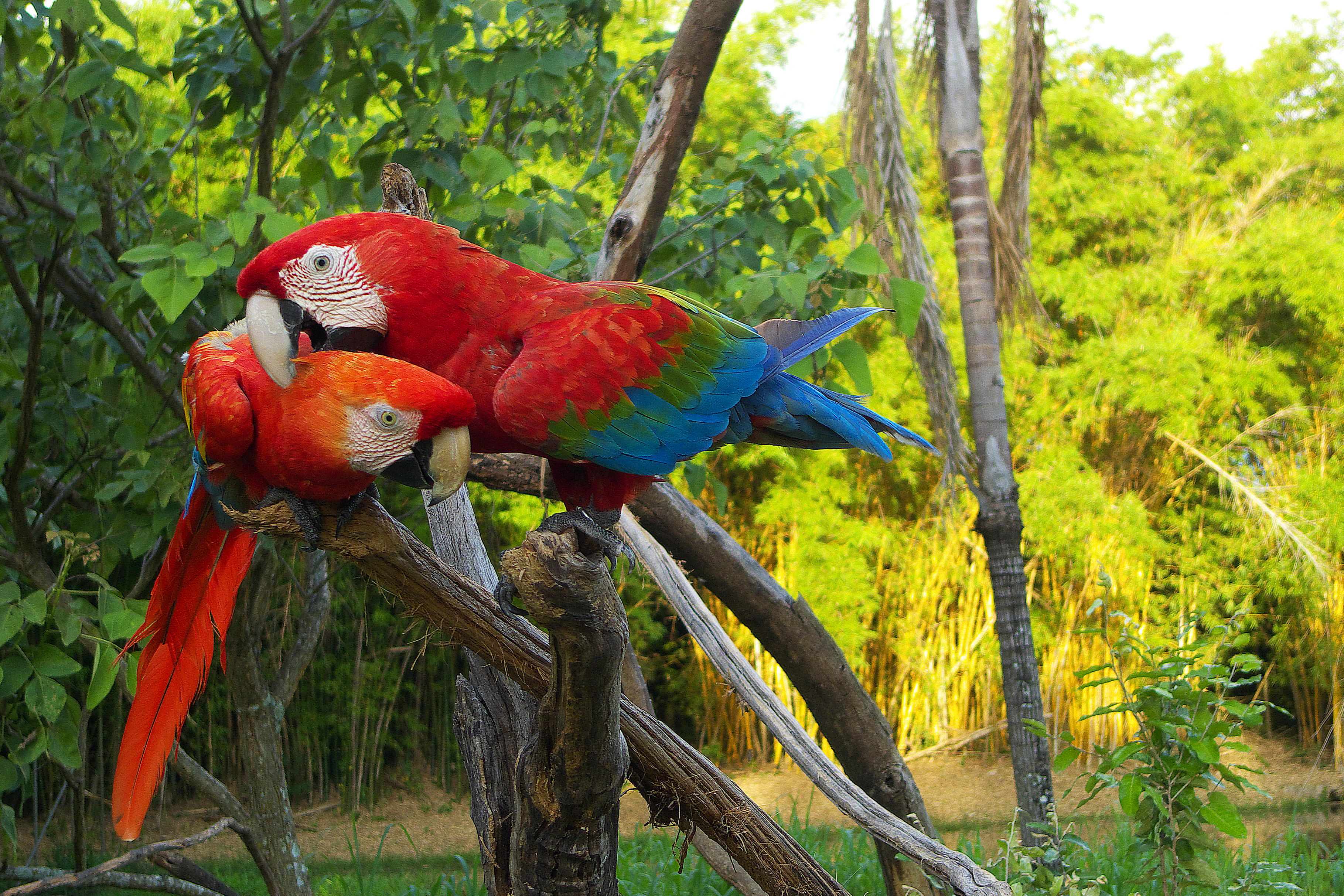
Ara chloroptera.

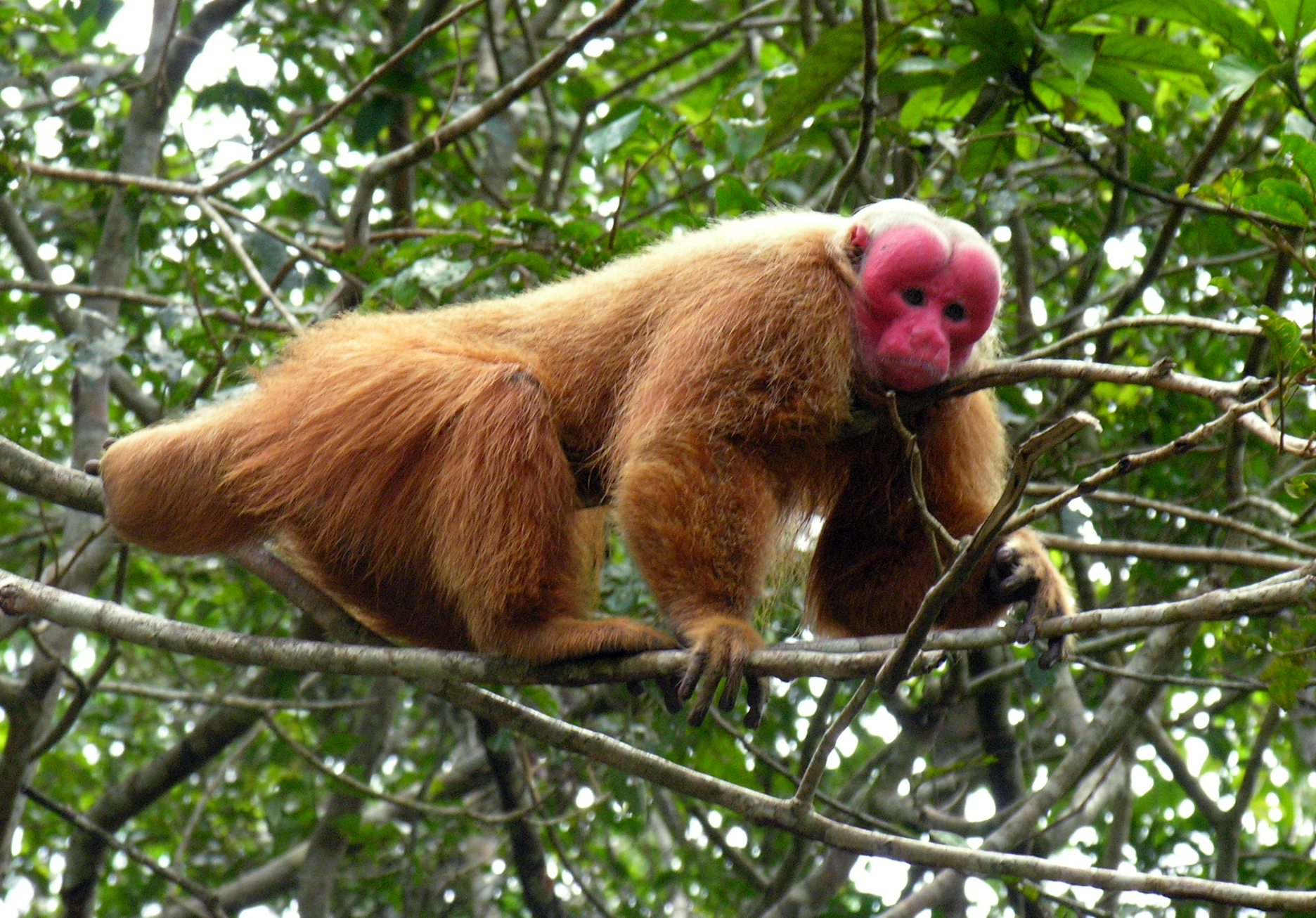
L’Ouakari chauve (espèce classée « vulnérable » sur la liste rouge de l'UICN.

Le parc abrite des communautés indigènes Matses, Ashaninkas, Huambisas, Isconahuas, Shipibo Conibos et d'autres groupes ethniques ainsi que des peuples indigènes refusant le contact avec la « civilisation » dite en « isolement volontaire » (aislamiento voluntario). Depuis plusieurs décennies l'environnement de cette région, bien qu'isolé se dégrade en raison des pressions exercées par les braconniers, bucherons illégaux, orpailleurs (sources de graves pollutions mercurielles).
Le statut de parc national acquis en 2015 devrait aider le gouvernement et les amérindiens qui y vivent à protéger les services écosystémiques qu'il fournit (notamment en matière de ressource en eau, de biodiversité qui nourrit les populations autochtones et est garante d'équilibres écologiques et climatiques suprarégionaux, et en matière de puits de carbone notamment). 
Ce statut d'aire protégée donne devoir au gouvernement et aux autorités locales péruviennes de protéger ce territoire et les populations autochtones qui y vivent de toute activité illicite (dont plantations de coca alimentant le trafic de drogue (cocaïne)), l'exploitation forestière illégale et l'exploitation minière, pétrolière et gazière, activités que les ONG et représentants des amérindiens dénonçaient comme étant en augmentation dans le territoire du projet de parc et alentour. 
Selon le président péruvien Ollanta Humala (2015), le parc doit contribuer à sauver le « poumon du monde » qu'est métaphoriquement l'Amazonie. Ce parc est présenté par d'autres comme présentant des enjeux au moins comparable au parc national de Yellowstone en Amérique du Nord.
C'est le second parc national créé par le gouvernement Humala depuis son arrivée en 2011 après le parc national de Güeppi-Sekime. C'est l'une des plus grandes aires protégées d'Amérique latine. Il est comparé au parc national de Yellowstone pour son importance en matière de conservation et pour le caractère spectaculaires de certains éléments géologiques. 
Sa création a impliqué des dizaines de parties prenantes allant de groupes internationaux de conservation, aux communautés autochtones locales, et elle a demandé un large soutien du public.

## Localisation
Ce parc national a été créé sur une zone réservée (zona reservada), depuis une décennie environ pour le projet ; il est situé dans le prolongement du parc national de la Serra do Divisor créé en 1989 au Brésil dans l’ouest de la forêt amazonienne dans l'État d'Acre sur 8 463 km2), sur un territoire qui fait la jonction antre les Andes (à l'Ouest) et la vaste plaine enforestée de l'Amazonie plus à l'Est.
Du point de vue administratif, ce territoire péruvien est à la fois situé dans la province de Coronel Portillo (région d'Ucayali), dans la province de Maynas et dans la province de Requena, de la région de Loreto au Pérou.

## Spécificités
Pour l’ONG péruvienne l’Institut du bien commun (ou IBC, pour Instituto del bien común ), La Sierra del Divisor est un vaste massif forestier qui présente la particularité d’être la « seule région montagneuse » émergent de la grande forêt tropicale amazonienne de plaine, ce que confirme le Field Museum des États-Unis, qui décrit cette zone biogéographique comme « une chaîne de montagnes s’élevant de façon spectaculaire depuis les plaines centrales de l’amazonien péruvienne » et bénéficiant de « formations géologiques rares et diversifiées n’existant nulle part ailleurs en Amazonie ».
Son paysage, l'un des plus sauvages de l'Amérique du Sud recouvre une partie des deux plus grandes régions du Pérou (Loreto et Ucayali) et est marqué par une caractéristique topographique spectaculaire et emblématique : le pic El Cono, une montagne en forme de cône régulier couvert d’arbres, qui émerge d'une plaine forestière et est visible de la cordillère des Andes par temps clair.

## Enjeux du projet
Selon le ministère péruvien de l'Environnement, 21 communautés autochtones y vivent dont certaines de manière isolée (statut reconnu par la loi péruvienne) et pourraient profiter du statut de parc naturel national, de même que 42 autres établissements et bien entendu la faune, la flore et la naturalité des paysages et plus généralement la biodiversité (plus de 3 000 espèces remarquables, parfois endémiques selon le Service national des zones naturelles protégées) si le parc est correctement protégé. En matière de services écosystémiques, ce territoire joue un rôle important ou irremplaçable pour plus de 230 000 personnes au Pérou en particulier pour la ressource en eau rappelle l'IBC . 
Enjeux humains, socio-éthiques et moraux : Parmi les premiers bénéficiaires du projet figurent les tribus et groupes amérindiens autochtones isolés dont on sait que les défenses immunitaires sont vulnérables face aux maladies infectieuses importées par les colons ou visiteurs. Ils pourraient être décimés par le contact avec ces microbes nouveaux pour eux. Le parc chevauche d’ailleurs une réserve créée dans les années 1990 pour les Isconahua (ou « Iscobakebo ») encore en situation d'isolement, ainsi que deux autres réserves proposées pour d'autres groupes – « dont aucun n'a été protégé par le gouvernement » selon les défenseurs des droits des peuples autochtones. 
Le gouvernement a aussi annoncé à l'occasion de la création du parc qu'il considérait comme « immorales » les pratiques de stérilisation forcée imposées aux femmes dans certaines régions éloignées du Pérou où elles sont présentées comme un moyen de réduire la pauvreté dans le pays en limitant la natalité,. La radio nationale a relayé l'annonce que le gouvernement souhaite mettre en œuvre une législation permettant de construire un « registre des victimes » de cette pratique et déclarant d'intérêt national l'attention devant être portée aux femmes victimes de ces pratiques entre 1995 et 2001. La protection de l'État leur est due, de même que la reconnaissance de ce qui est arrivé estime ce gouvernement ; diverses ONG ont estimé que 300 000 femmes sont concernées.
Il existe aussi un enjeu climatique puisque selon le gouvernement péruvien, « conserver ce territoire permet de stocker environ 150.000 tonnes de CO2 dans les arbres et la canopée, soit l'équivalent de près de 40 % de tout le carbone produit quotidiennement au Pérou ».
Cette région abrite aussi de nombreux cours d'eau qui deviennent ensuite des affluents-clés de l’Amazone. Leur pollution par les chercheurs d'or et l'industrie ministère ou pétrolière pourrait avoir des conséquences écologiques loin en aval. 
Les écosystèmes y sont d’une grande richesse floristique, fongique et faunistique (en partie endémique et parfois déjà menacées de disparition ) formant localement des paysages exceptionnels.

### Enjeux faunistiques
Comme dans la plus grande partie de l'Amazonie la faune invertébrée est d'une très grande diversité et encore en grande partie méconnue. 
Le parc national abrite aussi encore une faune exceptionnelle de vertébrés au sein de laquelle on découvre encore de nouvelles espèces ; 
Mammifères : Les mammifères sont encore sans doute très imparfaitement recensés dans ce secteur ,, : la seule région d'Ucayali en avait en 2009 comptabilisé 192 espèces (appartenant à 11 ordres et 35 familles). 

Toujours dans cette région 56 de ces mammifères n’ont été trouvés ou retrouvés que dans les zones de réserves naturelles, et 3 sont endémiques du Pérou : un écureuil (Sciurus pyrrhinus, un micro mammifère (Neusticomys peruviensis) et un rongeur échimydé (Makalata rhipidura)).
On pouvait observer, en 2009, dans la « zone réservée » par exemple :
- le tatou géant (Priodontes maximus)
- le jaguar(Panthera onca)
- le puma(Puma concolor)
- l’Ouakari chauve (Cacajao calvus)
- le Callimico (Callimico goeldii)
- Lophostoma silvicolum (d’Orbigny)
- Phylloderma stenops (Peters)
- Phyllostomus hastatus (Pallas)
- Trachops cirrhosus (Spix)
- Carollia benkeithiv (Solari y Baker)
- Carollia brevicauda (Schinz)
- Carollia perspicillata (Linnaeus)
- Artibeus lituratus (Olfers)
- Artibeus obscurus (Schinz)
- Artibeus planirostris (Spix)
- Chiroderma trinitatum (Goodwin)
- Platyrrhinus brachycephalus (Rouk y Carter)
- Platyrrhinus incarum (Thomas)
- Platyrrhinus infuscus (Peters)
- Sturnira magna (de la Torre)
- Sturnira tildae (de la Torre)
- Vampyressa thyone (Thomas)
- Myotis riparius (Handley)
- Pecari tajacu (Linnaeus)

On sait que l’inventaire est encore très incomplet : ainsi une seule étude de la diversité en petits mammifères de la réserve de la Sierra del Divisor (ZRSD) basée sur des captures dans seulement 6 sites (effectuées entre 2011 et 2013 au moyen de plusieurs techniques de capture a permis d’échantillonner 67 espèces de petits mammifères (cinq marsupiaux, 10 rongeurs et 52 espèces de chauves-souris), dont 32 sont de nouveaux records pour la ZRSD et deux considérés comme parmi les rongeurs les plus rares et endémiques du Pérou : le « Rat péruvien aquatique » (Neusticomys peruviensis ; Cricetidae: Ichthyomyini) et la souris aquatique de l'Ucayali (Amphinectomys savamis ; Cricetidae: Oryzomyini). Pour ces 6 sites de capture, le marsupial Marmosops bishopi, et les microrongeurs Neacomys Neacomys minutus, Euryoryzomys macconnelli, Scolomys melanops et Proechimys kulinae ; ainsi que les chauve-souris Artibeus planirostris et Rhinophylla pumilio étaient les plus nombreux.
Oiseaux : Parmi les nombreux oiseaux amazoniens de la région on observera par exemple le Batara d'Acre (Thamnophilus divisorius), des Araçaris, le Thamnophile Willisornis poecilinotus, le discret Guacharo des cavernes (Steatornis caripensis, proche de l’engoulevent européen), ou encore l’Ara chloroptera. Concernant les amphibiens de nombreuses espèces de grenouilles, crapauds, dendrobates et salamandres dont par exemple des Bolitoglossa sont présentes.
Espèces nouvelles pour la région ou le pays : On en découvre régulièrement dans la zone réservée, dont par exemple pour le début des années 2000 un nouvel Hemibrycon (poisson de la famille des Characidae), deux amphibiens (dendrobates) ou encore des tortues...

### Enjeux biogéographiques
En matière d'écologie du paysage cette zone apparaît jouer un rôle important en tant au Trame verte et bleue à grande échelle pour toute l'Amérique du Sud : 
- Elle est incluse dans un immense « corridor écologique » qui rejoint le parc national Madidi de Bolivie au parc national de l'Ouest-brésilien.
- Elle constitue aussi pour les espèces forestières un « corridor climatique » nord-sud parallèle à la chaîne des Andes[3].

Mais ces corridors sont déjà localement mités ou dégradés par des pressions anthropiques illégales ou menacés de fragmentation écologique et de fragmentation de la forêt par plusieurs grands projets dont la construction d’une route entre Pucallpa et Cruzeiro do Sul au Brésil (projet qui rencontre une ferme opposition des organisations indigènes), un projet de chemin de fer et de connexion électrique entre ces deux mêmes villes, déclarée d’intérêt national quelques années plus tôt, mais qui rencontre la même opposition indigène. 

Il existe aussi un projet de voie ferrée traversant toute l'Amérique du Sud d’Est en ouest à partir de la côte Pacifique du Pérou, récemment médiatisé à la suite d'intérêts chinois dans le financement et à la suite de la visite du Premier ministre chinois Li Keqiang, au Brésil et au Pérou en mai 2015. Selon les investisseurs chinois, le tracé devrait passer au sud du futur parc.

## Histoire du projet de parc national
Origines du projet : La région amazonienne de la Sierra del Divisor (« forêt du diviseur ») se partage entre le Brésil à l’Est et le Pérou à l’Ouest. C’est un point chaud de biodiversité identifié comme prioritaire en matière de conservation de la nature depuis le début des années 1990, mais qui 20 ans après (1995) n’est pas encore classé comme aire protégée alors que le narcotrafic (production et exportation de cocaïne n'a pas hésité à défricher et installer des cultures de coca en plein zone de réserver,). Bien que la zones soit peu accessible, la déforestation illégale. Dans le même temps, dans toute l'Amazonie l'orpaillage s'étend avec des effets écotoxicologiques graves sur le milieu, la faune et la flore
À partir de 2005, un groupe de travail, (Grupo de trabalho para proteção transfronteiriça da Serra do Divisor e Alto Juruá) s’est mis en place sous l’égide du CPI-Acre et de SOS Amazônia pour notamment réfléchir aux questions frontalières et mieux s’informer quant à la Déclaration des Nations unies sur les droits des peuples autochtones, aux politiques officielles et aux projets des gouvernements prévus ou entamés dans les zones où vivent encore des Indiens isolés ou à leur proximité. 

Ce groupe a organisé des réunions et des rencontres entre chefs et représentants des peuples premiers au Pérou et près de Vale de Javari et il a produit des recommandations (publiées 3 juillet 2009) notamment sur la base des demandes de la XIe réunion du groupe du travail pour la protection transfrontalière de Serra do Divisor et Alto Juruá (Brésil/Pérou) qui s’est tenue en juin 2009.
En 2006 le gouvernement péruvien a provisoirement établi un périmètre de 1,4 million d’hectares dit « zone de réserve de la Sierra del Divisor » (Zona Reservada Sierra del Divisor) . 
En 2012 (6 ans plus tard), une commission gouvernementale ad hoc donne son accord pour que la zone devienne un parc national, mais le gouvernement repousse le projet. 
En mai 2015, après nouveau processus administratif difficile, mais soutenu par les principaux représentants ou dirigeants autochtones il ne reste qu’à l’Exécutif du pays (1er ministre et le président Ollanta Humala) d’approuver et signer le projet de décret prêt début mai 2015 ,, mais pour des raisons inconnues, le projet a été mis en attente en 2015 par le président péruvien alors que de nombreuses pressions anthropiques (dont création de pistes et routes forestières, déforestation pour la culture du cacao ou d'autres besoins, ces déforestations étant nettement visibles sur les images satellitales de 2015, ou des cultures illégales de coca encore en cours en 2015,) s'exercent sur le milieu.

### Freins au projet
Les intérêts agricoles ne semblent pas en cause car le projet de parc ne couvre que des zones montagneuses où moins de 3 % du foncier aurait un potentiel agricole.
Les ONG qui ont défendu le projet de parc ont craint qu'il soit bloqué par des acteurs ayant des intérêts à la réalisation de grands projets routiers ou ferroviaires et/ou par des projets ou des intérêts de l’industrie pétrolière et gazière (favorisés par la délivrance d’un grand nombre de concessions pétrolières par les gouvernements péruviens) qui continuent à menacer la biodiversité et les populations autochtones dans cette région comme dans d’autres parties de l’Amazonie,) :
La compagnie d'État Perupetro a en effet promu des forages exploratoires dans la région ; elle a tenté d'ouvrir toute la partie sud du projet d’aire protégée à l'exploration avant de revenir en arrière en 2008. 
La société Maple Energy une compagnie pétrolière privée opérant au Pérou, plusieurs fois en conflit avec les populations indigènes (en 2012), cotée au London Stock Exchange Alternative Investment Market a pompé des hydrocarbures durant plusieurs années dans une concession chevauchant la zone ouest du projet de parc. 
Pacific Rubiales Energy (société canadienne, récemment renommée Pacific Exploration & Production) dispose déjà d’une immense concession pétrolière(1 million d'hectares) chevauchant toute la partie nord du parc. La compagnie a mené une première phase de forage exploratoire et des tests sismiques fin de 2012 et en 2013 dans une zone située au nord du futur parc. 
L’avocat Cesar Ipenza (tout comme Maria Elena Diaz, responsable de la Zone Réservée au projet de parc ) estime en 1995 que le processus administratif de création du parc a été rendu « presque impossible » par le ministère de l’énergie et Perupetro, même si la faiblesse du gouvernement est aussi en cause, notamment en ne portant pas le sujet à l’ordre du jour du Conseil des ministres. Mais peut-être qu’une partie de l'exécutif ou une personne ou entité très influente auprès du gouvernement pourrait craindre une interdiction d’exploitation forestière, ou avoir intérêt à la poursuite d’opérations prospères d'exploitation minière illégale, voire de la culture de la coca et du trafic de stupéfiants dans la région.

## Novembre 2015: création officielle du parc national
C'est le samedi 7 novembre 2015, après plus d'une décennie de discussions, deux semaines après que le Médiateur du Pérou ait a demandé au gouvernement via un recours juridictionnel, de se conformer à la création du parc national de la Sierra del Diviseur déjà reporté depuis environ 20 mois, et alors que les ministres de l'environnement du monde entier se réunissent à Paris pour finaliser le contenu de la COP 21, et après qu'une pétition lancée par Avaaz.org ait rapidement réuni plus de 1.1 million de signatures, que le ministre de l'environnement péruvien (Manuel Pulgar Vidal) annonce, pour le lendemain (dimanche 8 novembre 2015) la signature du décret de création officielle du parc national de la Sierra del Divisor, dans la ville de Nueva Saposoa.  
« Le président Ollanta Humala se rendra dimanche au Divisor pour signer le décret suprême la création du parc national » ; cette annonce est faite dans les réseaux sociaux, via le compte twitter du ministre de l'environnement  Pour les ONG œuvrant à la protection de la nature et des populations autochtones, « ce nouveau parc national péruvien constitue un bastion majeur et d'importance planétaire pour la nature et les peuples autochtones » a déclaré Forsyth de l'ONG « Andes Amazon Fund » qui a remercié le président du Pérou, le ministre de l'Environnement, et le SERNANP pour un tel « cadeau, d'une importance critique, fait au Pérou et au monde ».

## Position des représentants des populations amérindiennes autochtones
Ils soutiennent ce projet depuis avant 2006. De 2006 à octobre 2015, ils ont protesté (comme dans d’autres régions et pays tropicaux) contre les spoliations de territoires entreprises par l’industrie pétrogazière et la déforestation illégale.
En juin 2015, l’organisation indigène CEDIA reprochait au Conseil des ministres d’avoir repoussé la confirmation du statut de parc national, et l’ONG AIDESEP reprochait au gouvernement que « Neuf ans ont passé et que la Sierra del Divisor  attend toujours de devenir officiellement un parc national ; une fois de plus, le gouvernement démontre prendre d’abord en compte ses propres intérêts particuliers, qui pourraient coûter bien plus que les bénéfices potentiels, ce qui va générer plus de conflits sociaux ». 
L’Avocat Ipenza qui défend les populations autochtones jugeai mi 2015 « quasi-incroyable » l'échec du ministère de la Culture à prendre des mesures contre l'exploitation forestière et d'autres « graves problèmes dans la réserve Isconahua »  et les ministères de la Culture et de l'Environnement n'a pas pu ou voulu répondre à une demande de commentaire ou interview sollicité par le journal The Guardian en 2015.